# Hhukwini
Hhukwini – inkhundla w Dystrykcie Hhohho w Królestwie Eswatini. Według spisu powszechnego z 2007r. zamieszkiwało go 9 837 mieszkańców. Inkhundla dzieli się na dwa imiphakatsi: Dlangeni i Lamgabhi.